# Ese
Cet article concerne la rivière. Pour l'acronyme, voir ESE.
L'Ese [eze]  ou rivière d'Ese est une rivière française du département Corse-du-Sud de la région Corse et un affluent du Prunelli en rive gauche.

## Géographie
D'une longueur de 21 kilomètres, l'Ese prend sa source sur la commune de Ciamannacce à l'altitude 1 900 mètres, à moins de deux cents mètres à l'ouest du Monte Giovanni (1 950 m).
Il coule globalement du nord-est vers le sud-ouest pour rejoindre le Prunelli.
Il conflue sur la commune de Tolla, à l'altitude 552 mètres, à l'entrée du lac de Tolla, au débouché des Gorges du Prunelli.

### Communes et cantons traversés
Dans le seul département de la Corse-du-Sud, l'Ese traverse six communes et trois cantons :
- dans le sens amont vers aval : Ciamannacce (source), Bastelica, Tasso, Guitera-les-Bains, Frasseto, Tolla (confluence).

Soit en termes de cantons, l'Ese prend source dans le canton de Zicavo, longe le canton de Santa-Maria-Siché, et conflue dans le canton de Bastelica, le tout dans l'arrondissement d'Ajaccio.

### Bassin versant
l'Ese traverse une seule zone hydrographique « Le Prunelli de sa source au ruisseau d'Ese inclus » (Y840) de 120 km2 de superficie. 

### Organisme gestionnaire
L'organisme gestionnaire est le Comité de bassin de Corse, depuis la loi corse du 22 janvier 2002.

## Affluents
L'Ese a treize affluents référencés :
- le ruisseau de Piscia (rive droite), 1,5 km, sur la seule commune de Bastelica, venant de la Punta di Rota (1 804 m).
- le ruisseau de Campolongo (rive gauche), 0,9 km, sur la seule commune de Ciamannacce.
- le ruisseau de Chiova (rive gauche), 1,1 km, sur la seule commune de Ciamannacce.
- le ruisseau de Bottaggio (rive gauche), 2,1 km, sur la seule commune de Tasso.
- le ruisseau de Revorgeto (rive gauche), 1,2 km, sur les deux communes de Tasso et Guitera-les-Bains.
- le ruisseau de Pisciancone (rive droite), 2,2 km, sur la seule commune de Bastelica.
- le ruisseau de Calderanolla (rive gauche), 3,1 km, sur la seule commune de Bastelica.
- le ruisseau de Biettajo (rive gauche), 1,5 km, sur la seule commune de Bastelica.
- le ruisseau de Paratella (rive droite), 1,1 km, sur la seule commune de Bastelica.
- le ruisseau de Particacceto (rive gauche), 1,1 km, sur la seule commune de Bastelica.
- le ruisseau de Majalei (rive gauche), 2,6 km, sur la seule commune de Bastelica.
- le ruisseau de Catagna (rive gauche), 2,4 km, sur la seule commune de Bastelica.
- le ruisseau de l'Imbuto (rive gauche), 1,3 km, sur la seule commune de Bastelica.

### Rang de Strahler
Le rang de Strahler est de deux.

## Aménagements et écologie

### Tourisme
La Station du Val d'Ese est établie, à l'altitude 1 622 mètres, entre les deux pointes : Punta Vaccajo (1 759 m) et Punta di a Cuperchiata (1 939 m). Elle comprend un téléski et centre de ski de fond, et une remontée vers la Punta di Rota,.